# Die Herzogin von Alba (Goya)
La Duquesa de Alba (Die Herzogin von Alba) ist der Titel zweier Gemälde, die Francisco de Goya 1795 und 1797 von der 13. Herzogin von Alba Maria del Pilar Teresa Cayetana de Silva y Álvarez de Toledo (1762–1802) malte. Das Bild von 1795 zeigt die Herzogin in einem weißen Kleid, im zweiten Bild von 1797 erscheint sie, nach dem Tod ihres Mannes José Álvarez de Toledo y Gonzaga im gleichen Jahr, in Trauerkleidung. Goya fertigte darüber hinaus mehrere Zeichnungen der Herzogin an, die sie in verschiedenen, auch in provozierend frivolen Posen zeigen. Eine Radierung aus Goyas Reihe Los Caprichos, dort die Nr. 61, stellt sie schließlich als davonfliegendes Fabelwesen oder Hexe dar. Goya hatte mit der Herzogin von Alba wahrscheinlich eine erotische Liebesbeziehung, die für ihn enttäuschend mit dem endgültigen Bruch endete. Das Bild der Herzogin im weißen Kleid ist Bestandteil der Sammlung der Fundación Casa de Alba, Madrid; das Bild der schwarz bekleideten Herzogin gehört heute der Hispanic Society of America in New York.

## Beschreibung und Deutungen

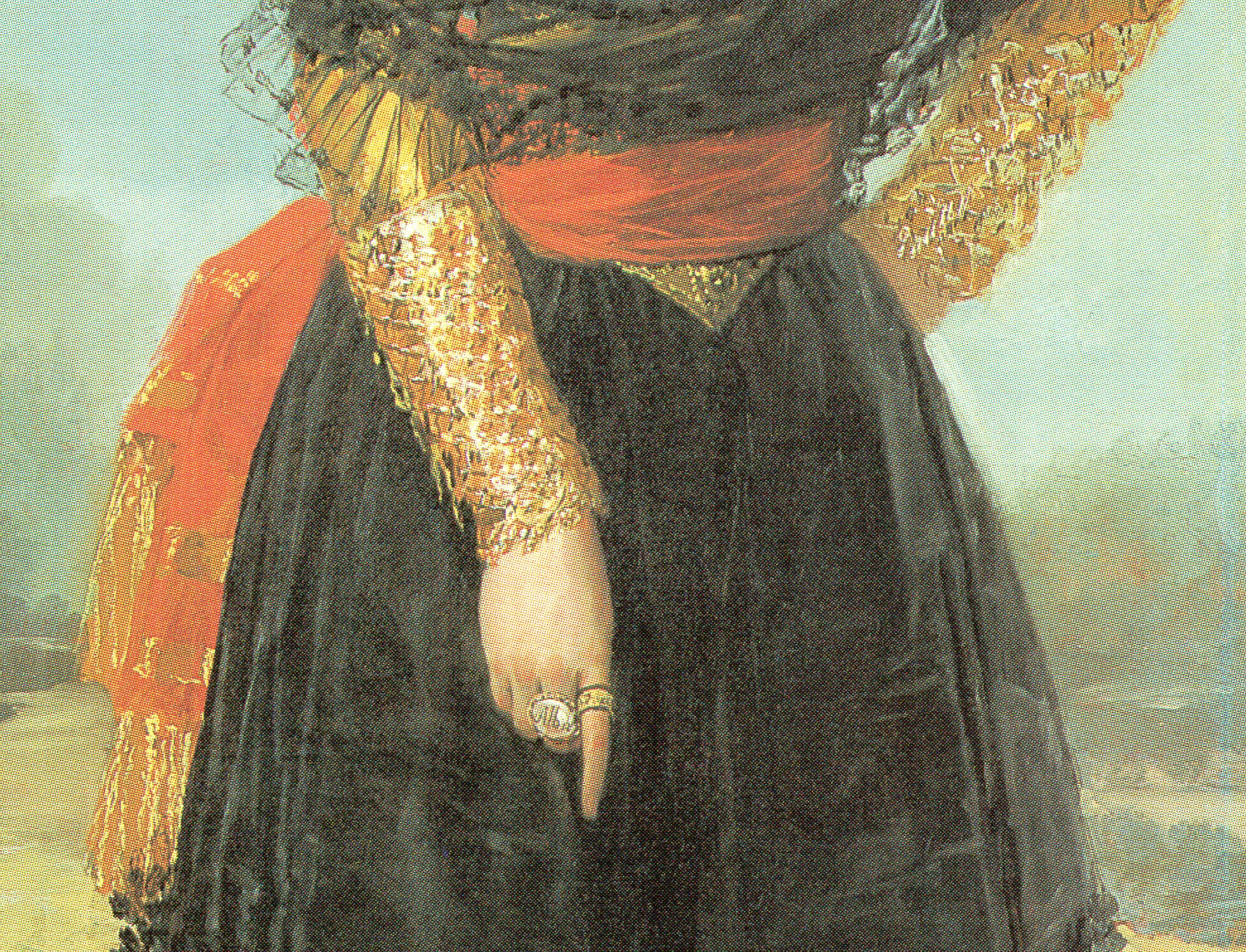
Detail mit den Fingerringen

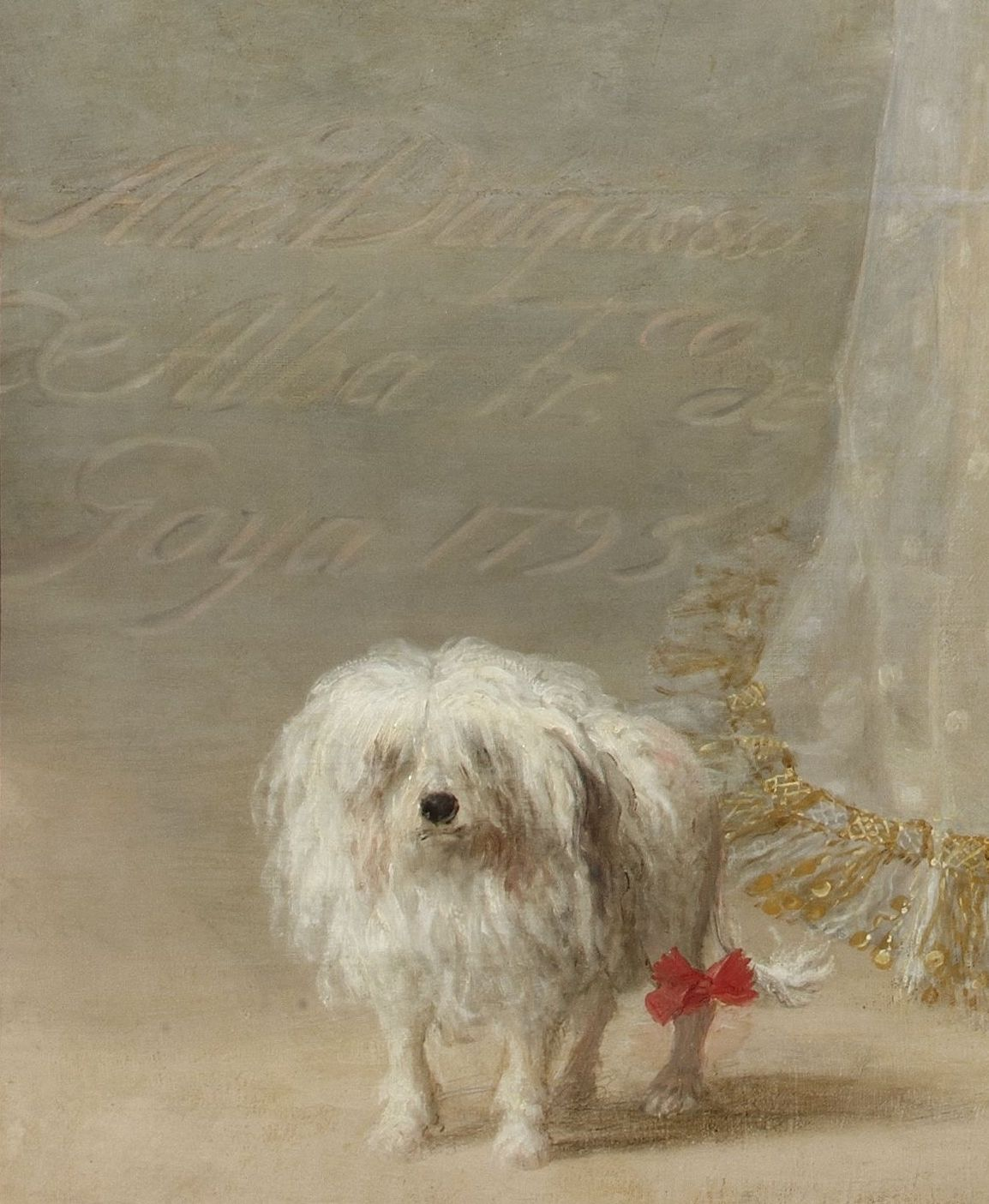
Detail mit dem Schriftzug im Sand

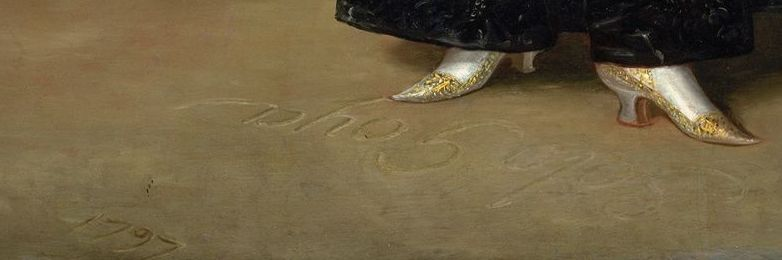
Detail mit dem Schriftzug Sólo Goya 1797

Seit 1840 gehörte das Gemälde aus dem Jahr 1795 der Herzogin von Berwick und Alba und befindet sich heute im Palacio de Liria in Madrid. Das Bild von 1797 kam 1908 zur New Yorker Hispanic Society of America, New York.
In einem Brief vom 2. August 1794 an seinen Freund Martín Zapater berichtet Goya, dass er den Auftrag bekommen habe, die Herzöge von Alba in Lebensgröße zu malen. Das Porträt der Herzogin in Weiß erwähnt er bereits in diesem Brief. Er erwähnt auch, dass die Herzogin ihn einen Tag vorher in seinem Atelier besucht habe, um sich von ihm das Gesicht bemalen zu lassen. Das Bild der Herzogin in Weiß entstand in den Monaten nach ihrem Besuch in Goyas Atelier in Madrid. Die Kleidung der Herzogin besteht im älteren Bild aus einem weißen Kleid mit roter Schärpe, roter Schleife im lockigen Haar und einer doppelten, ebenfalls roten Perlenkette um den Hals. Selbst der kleine Hund trägt am linken Hinterbein eine entsprechende rote Schleife. Ihren linken Arm ziert Goldschmuck mit Initialen. Im jüngeren Bild trägt die Herzogin einen schwarzen Rock als Zeichen der Trauer um ihren gerade verstorbenen Mann. Aber auch hier setzt Goya wieder einen roten Farbkontrast in Form einer Schärpe. Das im älteren Bild überaus füllige, gelockte schwarze Haar ist hier durch eine schwarze Mantilla gebändigt. Die Landschaft im Hintergrund ist nicht sehr detailliert dargestellt, sie dient nur der Staffage, ist aber ihrem Besitz in Sanlúcar de Barrameda bei Cádiz zuzuordnen. Doch die Person ist unangefochten das Hauptmotiv.
In beiden Gemälden wird die Herzogin in aufrechter, würdevoller und herrschaftlicher Pose en face gezeigt. In dieser Haltung repräsentiert sie und schaut mit ihrem eindringlichen Blick den Betrachter, oder vielmehr den sie porträtierenden Künstler, ernst und auf Augenhöhe an, wobei im jüngeren Bild ihre Füße mit im Absatz erhöhten goldenen Schuhen zu sehen sind, die im älteren Bild jedoch durch das lange Kleid verdeckt sind. Ihr Blick ist im Gegensatz zum weißen Bild etwas nach links gerichtet, sodass ein schwarzes Schönheitspflaster an ihrer rechten Schläfe zu erkennen ist. Es soll Leidenschaft signalisieren. In beiden Bildern deutet sie mit dem Zeigefinger ihrer rechten Hand nach unten auf den Boden. Im Bild von 1795 ist diese Geste noch nicht so streng, wie in seinem Pendant. Hinter dem kleinen Hund im gelblichen Sand eines Flussufers ist ein Schriftzug zu erkennen: A la Duquesa de Alba Fr.co de Goya. 1795, eine gewöhnliche Widmung, wenn auch an merkwürdiger Stelle. In dem Bild von 1797 ist die herrische Pose strenger. Der Hund ist hier nicht mehr vorhanden, dort ist nur noch der Name Goya für die Betrachter auf dem Kopf stehend und die Jahreszahl 1797 normal lesbar im Sand zu sehen. Bei Restaurierungsarbeiten in den 1950er Jahren kam unter einer später wahrscheinlich von Goya selbst oder einem Zeitgenossen übermalten und mit Firnis überzogenen Stelle noch das Wort sólo (nur) zum Vorschein. Die vollständige Schrift im Sand des Flusses lautete demnach Sólo Goya (Nur Goya).
Dies wird von der Forschung als Hinweis auf die seit langem vermutete Liebesbeziehung zwischen dem Maler und seinem Modell aufgefasst. Einen weiteren Hinweis darauf erkennt man an dem goldenen Ring, den die Herzogin auf ihrem rechten Zeigefinger stecken hat, dort ist wiederum Goyas Name eingraviert und schwarz hinterlegt zu erkennen. Auf ihrem Mittelfinger hingegen zeigt der größere Ring den Namen Alba auf einem Stein. Goya hat allerdings in einem anderen Gemälde ein anderes Modell, Dona Narcisa Baranana de Goicoechea von 1810 (New York, Metropolitan Museum of Art), mit einem solchen Ring gemalt, hatte aber offenbar mit ihr kein Verhältnis.
Die Herzogin muss für Goya eine sehr wichtige Rolle gespielt haben, denn er behielt ihr Bild von 1797 noch lange Zeit nach ihrem Tod 1802 in seinem Atelier. Ob sie es jemals gesehen hat, ist unklar. In einem Inventarverzeichnis, das anlässlich des Todes seiner Frau Josefa erstellt wurde, befand es sich noch 1812 in seinem Besitz. Danach ging es, nach einer Erbteilung, in den Besitz von Goyas Sohn Javier über. Da intrigante Kreise des spanischen Hochadels nach ihrem Tod 1802 das Gerücht in die Welt setzten, dass die Herzogin vergiftet worden sei, sah sich im Herbst 1945 ihr Nachkomme Jacobo Fitz-James Stuart y Falcó, 17. Herzog von Alba, offenbar veranlasst, nachdem die Beziehung der Alba zu Goya einer breiteren Öffentlichkeit bekannt geworden war, den guten Ruf der 13. Herzogin wiederherzustellen, und ließ ihre mumifizierte Leiche sezieren. Dabei kam zum Vorschein, dass ihre beiden Füße abgetrennt waren.

## Weitere Bilder der Herzogin
Goya hielt viele, auch intime, voyeuristische Momente mit der Herzogin zeichnerisch in einem Skizzenbuch fest. Nach dem Ende der Beziehung, Goya musste das Schloss in Sanlucár la Mayor nach acht Monaten 1797 verlassen, begann er sie zu karikieren. So entstanden einige Zeichnungen, die die Herzogin von Alba auch unvorteilhaft darstellen. Enthalten sind sie in seinem Album von Sanlucár ab 1796. Noch Jahre später, bis 1799, veröffentlichte er in seinen Caprichos Blätter, die die ehemalige Geliebte als janusköpfig, flatterhaft mit Schmetterlingsflügeln am Kopf und dämonisiert zeigen.
In der Radierung mit dem Titel Traum von Lüge und Wankelmut oder Traum der Lüge und Unbeständigkeit brachte Goya seinen Schmerz über die unglückliche Liebe zur Herzogin zum Ausdruck. Die Herzogin ist darauf mit einem Januskopf abgebildet. Goya liegt neben ihr als unglücklich liebende Figur, die leidenschaftlich ihren Arm umklammert. Außerdem soll die Herzogin von Alba für die zwei Maja-Bilder (La Maja, die modische Schöne) als Modell gedient haben, auf der sie einmal bekleidet und einmal entblößt zu sehen ist. Zwar haben die Gesichtszüge keinerlei Ähnlichkeit mit ihr, doch befanden sich diese Bilder in ihrem Besitz. Nach Ansicht der Marburger Kunsthistorikerin Susann Waldmann soll es sich eher um Pepa Tudó, die Geliebte von Manuel de Godoy handeln, der die Bilder auch in Auftrag gab.
| Bild | Jahr Aufenthaltsort                           | Beschreibung | Bild | Jahr Aufenthaltsort                          | Beschreibung |
| ---- | --------------------------------------------- | --- | ---- | -------------------------------------------- | --- |
|      | 1796 Museum Boijmans Van Beuningen, Rotterdam | Die Herzogin von Alba mit erhobener Hand (Sanlucár-Album, A. 39.) In dieser Zeichnung hebt die Figur ihre Hand ähnlich wie eine klassische Statue. Der verhüllte rechte Arm erinnert an die griechische Göttin Hestia, Symbol der Jungfräulichkeit und des häuslichen Friedens. |      | 1796/97 Spanische Nationalbibliothek, Madrid | Junge Frau mit Gesichtsmaske, die ihren Rock hochhebt (Sanlucár-Album A. 2.) Diese Zeichnung findet sich auf der Rückseite eines Blattes, das eine junge Frau in der grazilen, bekannten Haltung der Herzogin zeigt. Goya stellt hier Maske und Demaskierung gegeneinander. Der Kunsthistoriker Werner Hofmann erkennt hier Goyas Doppelblick, der noch geprägt ist von der Spannung zwischen Schein – Wohlverhalten und Sein. |
|      | 1797/98 Spanische Nationalbibliothek, Madrid  | Traum von Lüge und Wankelmut (Aquatinta-Radierung) Die Herzogin ist hier mit einem Januskopf und Schmetterlingsflügeln abgebildet. Ein Gesicht ist Goya zugeneigt und küsst ihn lächelnd auf die Stirn, während das andere emotionslos ins Leere blickt. Die Herzogin liegt in dieser Bildkomposition auf einer Satteltasche, was auf die spanische Redensart pasarse a la otra alforja (sinngemäß: sich die Freiheit zu nehmen, einen neuen Liebhaber zu wählen) anspielt und auf den rechts erscheinenden Mann, dem das rechte Gesicht durchaus zugewandt sein könnte. |      | 1797 Museo del Prado, Madrid                 | Blatt 61 der Caprichos Volaverunt (lat.: weggeflogen, aus und vorbei) Es zeigt die Herzogin mit Schmetterlingsflügeln am Kopf, auf drei stark karikierten Figuren stehend, wobei manche Deutungen im Gesicht der linken Gestalt Goya erkennen wollen. Goya selbst schreibt dazu voller Andeutungen, dass die Gruppe von Hexen, die der Dame als Unterbau dient, mehr Schmuck als Notwendigkeit [sei]. Es gibt Köpfe, die so voll entzündbaren Gases sind, dass sie zum Fliegen weder einen Ballon, noch Hexen brauchen (sogenannter Prado-Kommentar zu den Caprichos). Die drei Männer, nach anderer Ansicht Toreros, verdrehen ihr also den Kopf. Die Alba war dem Stierkampf und den Toreros durchaus zugetan. |

## Ausstellungen
| Gemälde 1795 | Gemälde 1797 |
| --- | --- |
| - 1900: Goya. Ministerio de Instrucción Pública y Bellas Artes in Madrid - 1918: Retratos de mujeres españolas por artistas españoles anteriores a 1850. Sociedad Española de Amigos del Arte, Madrid - 1920/21: Spanish paintings. Royal Academy of Arts in London - 1928: Pinturas de Goya. Museo del Prado, Madrid (April bis Mai) - 1946: Exposición conmemorativa del centenario de Goya. Palacio de Oriente, Madrid (Juni) - 1961: Francisco de Goya. IV. Dirección General de Bellas Artes, Madrid - 1983: Goya en las colecciones madrileñas. Museo del Prado, Madrid (April bis Juni) - 1992/93: Goya. La década de los Caprichos. in der Real Academia de Bellas Artes de San Fernando, Madrid (26. Oktober 1992 bis 10. Januar 1993) - 2004/05: El Retrato español, de El Greco a Picasso. Museo del Prado, Madrid (20. Oktober de 2004 bis 6. Februar) - 2008: Goya en tiempos de guerra. Museo del Prado, Madrid (14. April bis 13. Juli) - 2009/10: Colección Casa de Alba. im Museo de Bellas Artes de Sevilla, Sevilla (16. Oktober 2009 bis 10. Januar 2010) - 2012/13: El legado de la Casa Alba. im Palacio de Cibeles Madrid (1. Dezember 2012 bis zum 31. März 2013) | - 1995: Goya in the Metropolitan Museum of Art. Metropolitan Museum of Art in New York. - 2004/05: El Retrato español, de El Greco a Picasso, Museo del Prado, Madrid (20. Oktober de 2004 bis 6. Februar) - 2014/15: Goya, Order and Disorder. Museum of Fine Arts Boston (12. Oktober 2014 bis 19. Januar 2015) |

## Rezeption
Die vermutete Liaison Goyas mit der Herzogin von Alba war Stoff für die deutschsprachige Romanliteratur und den Film:
- Manfred Schneider: Goya und die Herzogin der Liebesroman des großen spanischen Malers Francisco de Goya und der Herzogin von Alba. Deutsche Verl.-Expedition, Stuttgart 1935.
- Lion Feuchtwanger: Goya oder der arge Weg der Erkenntnis Frankfurter Verlagsanstalt, Frankfurt am Main 1951.
  - eine DEFA-Verfilmung des Romans aus dem Jahr 1971.[27]
- Carlos Saura: Film Goya von 1999, der auch Goyas Beziehung zur Herzogin beschreibt, und in der die Erscheinung der schwarz gekleideten Frau, ebenso wie das Gemälde, eine wichtige Rolle spielen.
- Gustav W. Trampitsch: Last und Leidenschaft: Goya. DVD ORF/MR-FILM (Wien) 2004.[28]
- Auch die Oper Goya von Gian Carlo Menotti befasst sich im Haupthandlungsstrang mit dem Verhältnis des Künstlers zur Herzogin von Alba.